# Mahathala javana
Mahathala javana är en fjärilsart som beskrevs av Hans Fruhstorfer 1908. Mahathala javana ingår i släktet Mahathala och familjen juvelvingar. Inga underarter finns listade i Catalogue of Life.